# おたく：人格＝空間＝都市
おたく：人格＝空間＝都市（おたく：じんかく＝くうかん＝とし）とは、2004年9月12日～11月7日にイタリアのヴェネツィアで開催されたヴェネツィア・ビエンナーレ第9回国際建築展での日本館の出展である。日本館コミッショナー（企画者）に任命された、『趣都の誕生-萌える都市アキハバラ-』（2001年）の著者でもある建築学者の森川嘉一郎が企画した。
従来、二義的に扱われてきたおたく文化が表舞台に出たことにより、日本のサブカルチャーの台頭を象徴する出来事だった。参加作家には丹下健三、大嶋優木等が参加した。従来日本のサブカルチャーに触れる機会が少なかった来場者に紹介された。
東京都写真美術館において2005年2月22日～3月13日にかけてヴェネツィア・ビエンナーレ国際建築展日本館帰国展が開催された。

## その他
出展フィギュア付きカタログが発刊された。（ISBN 9784344008977） 
また第36回日本SF大会において、星雲賞【自由部門】を受賞している。